# Tchavdar (obchtina)
Tchavdar (bulgare : Чавдар) est une obchtina de l'oblast de Sofia en Bulgarie.